# Led Zeppelin II
Led Zeppelin II é o segundo álbum de estúdio da banda britânica de rock Led Zeppelin, lançado em 22 de outubro de 1969 pela Atlantic Records. As sessões de produção e gravação ocorreram em diversos locais do Reino Unido e América do Norte, entre janeiro e agosto de 1969. A produção foi inteiramente creditada ao guitarrista e compositor Jimmy Page. Foi o primeiro álbum do Led Zeppellin a utilizar as técnicas do engenheiro e produtor de som Eddie Kramer.
Em Led Zeppelin II os temas apresentados nas letras do álbum anterior foram mais elaborados, fazendo com que esse trabalho tenha se tornado mais influente e amplamente aclamado que o seu antecessor. Com elementos de blues e da música folk, mostra também a evolução do estilo musical da banda, a partir do material proveniente dessas fontes, associado à sonoridade dos riffs de guitarra. É considerado o álbum mais pesado da banda.
Após o seu lançamento, Led Zeppelin II teve um bom desempenho nas vendas, foi o primeiro álbum da banda a chegar à primeira posição nas paradas do Reino Unido e nos Estados Unidos. Em 1970, o diretor de arte David Juniper, autor da capa do álbum, foi indicado para o Grammy Award na categoria de Melhor Capa. Em 15 de novembro de 1999, o disco recebeu doze certificações de platina pela Recording Industry Association of America (RIAA) por vendas superiores a 12 milhões de cópias. Desde seu lançamento, o disco tem sido reconhecido por escritores e críticos musicais como um dos maiores e mais influentes álbuns de rock já lançados.

## Concepção e gravação

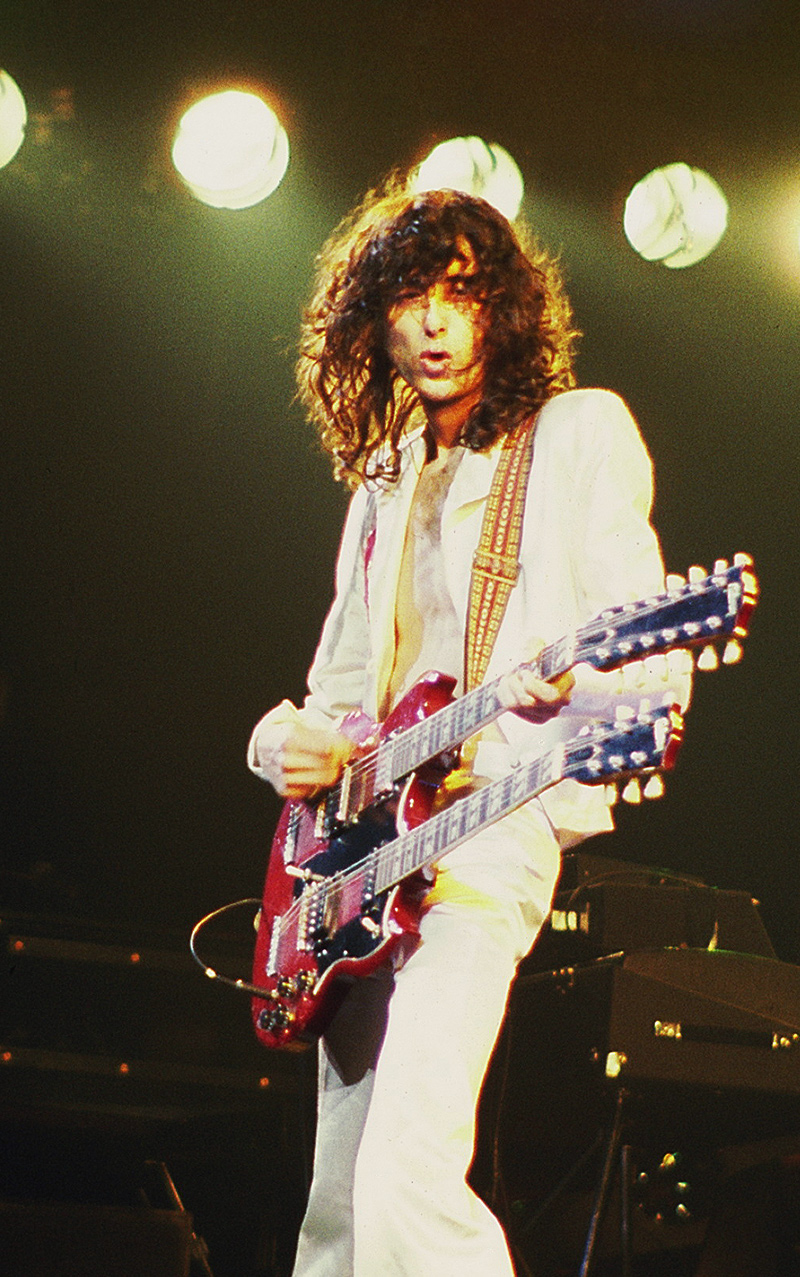
O guitarrista Jimmy Page foi o principal desenvolvedor e produtor do álbum

Em 1969 a banda estava em um período bastante agitado de sua carreira. Entre janeiro e agosto foram completadas quatro turnês pela Europa e três pelos Estados Unidos. Led Zeppelin II foi concebido durante essa excursão. Nos intervalos de algumas horas entre os concertos, alguns estúdios próximo aos locais de apresentação eram reservados e as gravações feitas, resultando em um som espontâneo por urgência e necessidade. O baixista John Paul Jones recordou mais tarde que "muitos dos rápidos e furiosos riffs que Page executa nesse álbum tinham surgido no palco, durante uma longa improvisação que ele fazia durante a canção "Dazed and Confused". Depois dos shows, os membros da banda tentavam recordar os melhores trechos que eram imediatamente gravados em algum estúdio nas proximidades". Também sobre o processo de criação, Page afirmou: "Em outras palavras, parte do material surgiu enquanto reuníamos novos sons e ensaiávamos para a próxima turnê".
Cada canção foi gravada, mixada e produzida separadamente, em vários estúdios no Reino Unido e América do Norte, alguns dos quais eram tecnicamente pobres. Um estúdio em Vancouver, foi creditado como "uma cabana", tinha um equipamento de oito canais que nem mesmo possuía conexões apropriadas para fones de ouvido. As sessões de gravação do álbum ocorreram nos estúdios Olympic e Morgan em Londres, Inglaterra; estúdios A&M, Quantum, Sunset, Mirror Sound e Mystic em Los Angeles, Califórnia; Ardent Studios, em Memphis, Tennessee; estúdios A&R, Juggy Sound, Groove e Mayfair em Nova Iorque, além da "cabana", em Vancouver. Sobre o processo de composição e gravação, Robert Plant, vocalista do grupo, mais tarde afirmou: "Foi realmente uma loucura. Compúnhamos em quartos de hotel, gravávamos a faixa de ritmo em Londres, adicionávamos os vocais em Nova Iorque, a gaita em Vancouver e, por fim, fazíamos a mixagem em Nova Iorque".
Além das gravações iniciais, também foi feita durante a turnê a superposição das harmonias de "Thank You", "The Lemon Song" e "Moby Dick", bem como a mixagem de "Whole Lotta Love" e "Heartbreaker".
A produção foi inteiramente creditada a Jimmy Page, embora este tenha sido o primeiro álbum da banda a utilizar as habilidades e técnicas de gravação do engenheiro Eddie Kramer, cujo trabalho anterior com Jimi Hendrix havia impressionado os membros da banda, especialmente Page. O especialista em Led Zeppelin, Dave Lewis, escreveu sobre a produção do disco, afirmando "que o álbum tornou-se um triunfo, particularmente por uma qualidade de produção que ainda hoje soa fresca, que não deve pouco a grande comunhão de Page e Kramer na sala de controle". Esta parceria fica clara na seção central da faixa "Whole Lotta Love". Kramer mais tarde comentou: "O famoso trecho de Whole Lotta Love, onde acontece de tudo, é o resultado que Jimmy e eu obtivemos ao experimentar absolutamente todos os botões do pequeno console de mixagem".
Em entrevista posterior, Kramer atribuiu a Page grande parte do crédito pelo som obtido, apesar das condições inconsistentes em que foi gravado: "Nós fizemos o álbum pouco a pouco. Editamos algumas das faixas nos estúdios mais bizarros possíveis, totalmente obscuros. Estúdios baratos. Mas, no fim, o som ficou bom demais! [Led] Zeppelin II tem essa unidade sonora porque havia um cara no comando, o senhor Page". Kramer e Page passaram dois dias mixando o álbum nos estúdios A&R.

## Composição
Apesar de Jimmy Page ter fornecido camadas posteriores de overdubs de guitarra, devido ao curto espaço de tempo das gravações, as faixas finalizadas refletem o som áspero da banda e sua capacidade de tocar ao vivo. Led Zeppelin II é notável por apresentar um desenvolvimento maior nos temas estabelecidos nas letras de Robert Plant no álbum anterior, criando uma obra que acabou sendo mais amplamente aclamada e sem dúvida mais influente. Com sua ambientação misteriosa, "Ramble On" ajudou a desenvolver a associação do hard rock com temas de fantasia. Essa associação já havia aparecido no rock psicodélico surgido na mesma época e também deriva do interesse pessoal de Plant nos escritos de J. R. R. Tolkien. Esse caminho musical chegaria a seu extremo mais tarde, em Led Zeppelin IV, influenciando muitas bandas a adotarem um caminho semelhante. A temática sexual também tem destaque. As letras de "Whole Lotta Love"  e "The Lemon Song" insinuam metaforicamente o ato sexual e a masturbação. Em uma entrevista posterior, Plant observou que o disco era muito viril, composto e gravado entre quartos de hotel e encontros com groupies e, embora apresentasse influências do blues, tinha uma abordagem mais carnal e extravagante. Segundo ele, esse era o álbum que definiria se o grupo vinha para ficar e se conseguiria estimular o público.
Algumas canções de Led Zeppelin II também apresentam experimentações de outros estilos e abordagens musicais, como nas alternâncias entre suave e forte em "What Is and What Should Never Be" e "Ramble On" (que contou com Page na guitarra acústica), ou a balada com influências pop "Thank you". Por outro lado, o número instrumental "Moby Dick" apresenta um longo solo de bateria por John Bonham, que durante as performances e concertos do Led Zeppelin era muito estendido chegando às vezes a cerca de meia hora."Bring It On Home" possuía a introdução da canção homônima do bluesman Sonny Boy Williamson II, entretanto, o restante da canção era uma composição original de Page e Plant.
A contribuição de Page para este álbum foi significativa. Seu solo de guitarra em "Heartbreaker" foi imitado por muitos guitarristas de rock mais jovens e é um bom exemplo da intensa influência musical da banda.Led Zeppelin II é o primeiro álbum a apresentar Page tocando uma Gibson Les Paul 1959, a guitarra que ele ajudou a popularizar. Sua gravação inovadora e os efeitos de microfone na captação da bateria em faixas como "Ramble On" e "Whole Lotta Love" também demonstraram sua considerável habilidade, engenho e originalidade como produtor. A revista Rolling Stone mais tarde citaria o riff de Page na última canção do álbum como "um dos riffs de guitarra mais emocionantes do rock and roll". John Paul Jones discutiu posteriormente as contribuições de Page:
| “ | Jimmy começou a produzir por conta própria em "Whole Lotta Love". Aquele efeito do eco invertido. Muitas das técnicas de microfone eram pura inspiração. Todo mundo pensa que ele entra no estúdio com amplificadores enormes, mas não. Ele leva apenas um pequeno amplificador e simplesmente usa muito bem os microfones, assim ele se encaixa em uma imagem sonora. | ” |

O material do disco também marcou um aperfeiçoamento da abordagem vocal de Plant, e sinalizou seu surgimento como um compositor sério. O nome de Plant tinha ficado de fora nos créditos de composição do primeiro álbum do grupo, por limitações contratuais resultantes de sua associação prévia com a CBS Records, como artista solo. Sua influência em faixas como "What Is and What Should Never Be" e "Ramble On" apontavam para o futuro musical da banda. Plant comentou que foi apenas durante as sessões para o Led Zeppelin II que ele começou a sentir-se em casa como vocalista no estúdio com o Led Zeppelin. Em uma entrevista de 2008 para Uncut, ele afirmou: "Durante o Led Zep I, pensei em deixar a banda. Não me sentia bem pois havia muita pressão sobre mim a nível vocal - o que continuou durante toda a história com o Led Zeppelin. Sentia-me nervoso, e só comecei a realmente curtir na altura do Led Zep II".

## Capa

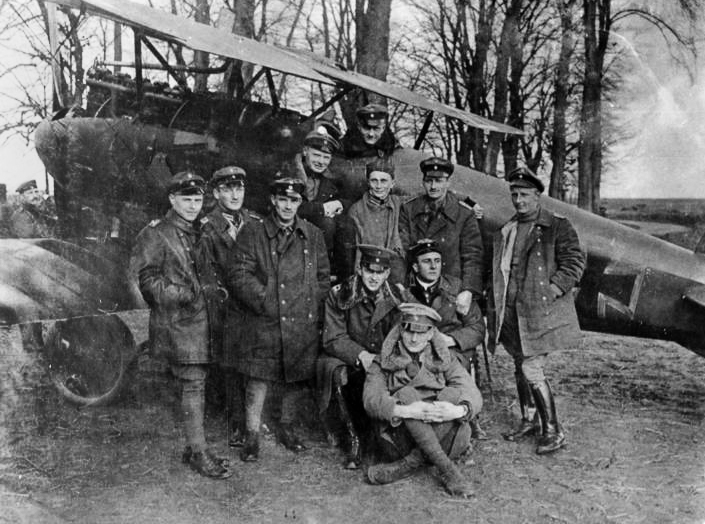
A fotografia da Primeira guerra mundial em que a capa do álbum baseia-se

A capa do álbum veio de um poster de David Juniper, a quem a banda pediu simplesmente que trouxesse uma ideia "interessante". Seu projeto foi baseado em uma fotografia da Divisão Jagdgeschwader 1 (Esquadrão de Combate nº 1) da Força Aérea Alemã, o famoso "Circo Voador" liderado por Manfred von Richthofen, o Barão Vermelho durante a Primeira Guerra Mundial. Depois que a foto foi matizada, os rostos dos quatro integrantes da banda foram retocados a partir de uma fotografia de publicidade de 1969. Também foram incluídos os rostos do empresário da banda, Peter Grant, e de Richard Cole. A mulher na foto é Glynis Johns, a atriz que interpretou a Sra. Banks em Mary Poppins. A presença dela na foto é um trocadilho óbvio sobre o nome do engenheiro de gravação Glyn Johns. Também foi representado um amigo de Andy Warhol (possivelmente Mary Woronov) e o astronauta Neil Armstrong. Ao contrário da crença popular, o guitarrista Blind Willie Johnson não é destaque na capa do álbum; só se conhece uma foto de Johnson e a face não corresponde àquela mostrada nela. A capa também apresenta o esboço de um Zeppelin sobre um fundo marrom, o que deu ao álbum seu apelido de "Bombardeiro Marrom".

## Lançamento e recepção

### Critica e vendas
| Críticas profissionais        | Críticas profissionais |
| Avaliações da crítica         | Avaliações da crítica  |
| Fonte                         | Avaliação              |
| ----------------------------- | ---------------------- |
| Allmusic                      | [ 10 ]                 |
| BBC Music                     | "Favorável"            |
| Blender                       | [ 22 ]                 |
| Robert Christgau              | "B"                    |
| Entertainment Weekly          | "A+"                   |
| Q                             | [ 25 ]                 |
| Rolling Stone                 | "Desfavorável"         |
| The Rolling Stone Album Guide | [ 27 ]                 |
| Yahoo! Music                  | "Favorável"            |

O álbum foi lançado em 22 de outubro de 1969, pela Atlantic Records, e teve uma vendagem antecipada com mais de 400 mil cópias comercializadas. A campanha publicitária foi construída em torno dos slogans "Led Zeppelin - A única maneira de voar." e "Led Zeppelin II - Voando agora".Led Zeppelin II foi o primeiro álbum da banda a atingir o número 1 nos Estados Unidos onde permaneceu por sete semanas e bateu duas vezes Abbey Road (1969) dos Beatles. Em abril de 1970, havia registrado três milhões de vendas nos Estados Unidos, enquanto na Grã-Bretanha se manteve por 138 semanas na parada de LPs, subindo para o primeiro lugar em fevereiro de 1970.
O álbum também rendeu um dos maiores sucessos do Led Zeppelin com a faixa "Whole Lotta Love". Esta canção chegou ao número 4 na Billboard Hot 100 em janeiro de 1970, após a Atlantic ir contra a vontade do grupo, lançando uma versão em single mais curta em 45 rpm. A música do lado B, "Living Loving Maid (She's Just a Woman)", também atingiu a 65° posição na mesma parada, em abril de 1970. O álbum ajudou a estabelecer o Led Zeppelin como uma atração internacional de concertos, já que no ano seguinte, o grupo continuou as turnês, inicialmente se apresentando em clubes e salões de bailes, em seguida em auditórios maiores e finalmente em estádios, à medida que sua popularidade crescia.
Em 1970, o diretor de arte David Juniper foi indicado para um Grammy Award na categoria de Melhor Capa de Álbum por Led Zeppelin II. Em 10 de novembro de 1969, o álbum recebeu o disco de ouro da Recording Industry Association of America (RIAA) e em 1990 foi certificado com cinco discos de platina por mais de cinco milhões de cópias comercializadas. Até 14 de novembro de 1999, Led Zeppelin II havia vendido 12 milhões de cópias e foi novamente certificado com doze discos de platina pela Associação da Indústria de Gravação da América. Chris Jones, da BBC Music, descreveu que "este é o som de uma banda que tem sua última grande disputa com o gênero que lhes deu origem: o blues", ele menciona ainda que "The Lemon Song" é "uma grande demonstração de como, ao vivo, o Zeppelin funciona em conjunto como ninguem mais, tornando impossível qualquer resistência."

### Promoção

No Royal Albert Hall, o Led Zeppelin realizou um de seus mais famosos concertos

Para promover o álbum, o Led Zeppelin deu início a uma turnê que se estendeu pela Europa e América do Norte. A banda realizou diversos shows entre 7 de janeiro de 1970 e 21 de dezembro de 1971. O Led Zeppelin iniciou sua turnê pela Europa, com apresentações no Reino Unido, Escócia, Finlândia, Suécia, Dinamarca, Alemanha, Suíça e Áustria. Ela teve início em Birmingham, Inglaterra, e os concertos realizados nos Estados Unidos iniciaram-se em março de 1970, em Dallas, Texas. Um concerto da turnê, em Edimburgo, inicialmente marcado para 7 de fevereiro, foi adiado por dez dias devido a ferimentos faciais sofridos pelo vocalista Robert Plant, decorrentes de um pequeno acidente de carro. A não ser por um dos concertos, não houve bandas de apoio nessa turnê. Esta seria uma tendência que se manteria em shows posteriores do Led Zeppelin.
Entre outros, a banda realizou no dia 9 de janeiro de 1970, no Royal Albert Hall, em Londres, um concerto onde apresentou as canções dos dois primeiros álbuns de estúdio da banda, incluindo medleys de Page e Plant em "Boogie Chillen'" de John Lee Hooker e "Bottle Up and Go" de Tommy McClennan. Jimmy Page confessou após o concerto que todos os membros da banda estavam nervosos pois John Lennon, Eric Clapton e Jeff Beck tinham comprado ingressos. Esse show foi filmado e, em 2003, as imagens foram incluídas no DVD duplo ao vivo Led Zeppelin, que continha mais de cinco horas de apresentações inéditas do grupo, abrangendo os anos de 1969 a 1979. Entre os extras do DVD estão algumas entrevistas, clips e canções do disco, como "What Is and What Should Never Be" e "Ramble On".

## Legado e posterioridade

### Legado
Led Zeppelin II foi citado por críticos musicais como um modelo a ser seguido para futuras bandas de heavy metal. Músicas derivadas do blues como "Whole Lotta Love", "Heartbreaker", "The Lemon Song", "Moby Dick" e "Bring It On Home" foram vistas como canções que representam os padrões do gênero, onde os riffs de guitarra (e não os refrões ou melodias vocais) definem a canção e fornecem o gancho principal. Esse tipo de ênfase nos arranjos era, naquele momento, atípica na música popular. O solo de guitarra de Page em "Heartbreaker", que apresentava sequências rápidas de dedilhadas (tapping) executadas apenas com a mão esquerda, foi uma grande inspiração para o trabalho posterior de solistas de metal e "shredders", como Eddie Van Halen e Steve Vai. Como tal, o álbum é geralmente considerado como muito influente no desenvolvimento do rock, sendo um precursor inicial do heavy metal, e inspirando uma série de outros grupos de rock, incluindo Aerosmith, Iron Maiden e Guns N' Roses.
Desde seu lançamento, Led Zeppelin II tem sido reconhecido por muitos críticos e escritores de música como um dos álbuns mais influentes do rock e ganhou vários prêmios de publicações musicais, muitas vezes sendo colocado no ou perto do topo em listas de "melhores álbuns". Em 1989, a revista Spin classificou o álbum em 5° lugar em sua lista dos 25 Maiores Álbuns de Todos os Tempos. Em 2000, a revista Q colocou Led Zeppelin II na 37ª posição em sua lista dos 100 Maiores Álbuns Britânicos de Sempre. Em 2003, o álbum foi classificado na 75° posição na lista dos 500 melhores álbuns de sempre da revista Rolling Stone. Em 2011, o ele foi classificado na 79ª posição em uma versão atualizada da mesma lista. Este disco foi introduzido em 2007 na 47° posição da lista dos 200 álbuns definitivos no Rock and Roll Hall of Fame.
Patrick Doyle, Will Hermes e diversos críticos da Rolling Stone colocaram "Ramble On" em quinto lugar na lista das 40 melhores canções do Led Zeppelin em todos os tempos, enquanto "Whole Lotta Love", o single de abertura do álbum, ficou em 46º lugar na lista das 100 melhores canções da Classic Rock.

### Reconhecimento
| Publicação                 | País           | Nomeação                                                 | Ano  | Posição  |
| -------------------------- | -------------- | -------------------------------------------------------- | ---- | -------- |
| Classic Rock               | Reino Unido    | "100 Greatest British Rock Album Ever"                   | 2006 | 8        |
| Grammy Award               | Estados Unidos | "Grammy Award for Best Recording Package"                | 1970 | Indicado |
| Guitarist                  | Reino Unido    | "Top 50 Most Influential Guitar Albums of All Time Ever" | 1994 | 3        |
| Mojo                       | Reino Unido    | "The 100 Greatest Albums Ever Made"                      | 1996 | 41       |
| Q                          | Reino Unido    | "100 Greatest Albums Ever"                               | 2003 | 37       |
| Q                          | Reino Unido    | "50 Years of Great British Music (1960s)"                | 2008 | *        |
| Robert Dimery              | Estados Unidos | 1001 Albums You Must Hear Before You Die                 | 2006 | *        |
| Rock and Roll Hall of Fame | Estados Unidos | "The Definitive 200: Top 200 Albums of All-Time"         | 2007 | 47       |
| Rolling Stone              | Reino Unido    | "The 500 Greatest Albums of All Time"                    | 2003 | 75       |
| The Guitar                 | Estados Unidos | "Album of the Millennium"                                | 1999 | 6        |

Nota: (*) Lista designada desordenada.

## Alinhamento de faixas
| Lado 1 |                                    |                                                                      |         |  |
| N.º    | Título                             | Compositor(es)                                                       | Duração |  |
| 1.     | "Whole Lotta Love"                 | Jimmy Page/ Robert Plant/ John Paul Jones/ John Bonham/ Willie Dixon | 5:34    |  |
| 2.     | "What Is and What Should Never Be" | Page/ Plant                                                          | 4:47    |  |
| 3.     | "The Lemon Song"                   | Page/ Plant/ Jones/ Bonham/ Howlin' Wolf                             | 6:20    |  |
| 4.     | "Thank You"                        | Page/ Plant                                                          | 4:47    |  |

| Lado 2         |                                           |                            |         |  |
| N.º            | Título                                    | Compositor(es)             | Duração |  |
| 5.             | "Heartbreaker"                            | Page/ Plant/ Jones/ Bonham | 4:15    |  |
| 6.             | "Living Loving Maid (She's Just a Woman)" | Page/ Plant                | 2:40    |  |
| 7.             | "Ramble On"                               | Page/ Plant                | 4:35    |  |
| 8.             | "Moby Dick" (instrumental)                | Page/ Jones/ Bonham        | 4:25    |  |
| 9.             | "Bring It On Home"                        | Page/ Plant/ Dixon         | 4:19    |  |
| Duração total: | Duração total:                            | Duração total:             | 41:24   |  |

## Desempenho nas paradas e certificações

### Desempenho nas paradas
| País           | Paradas (1969-1970)                               | Melhor posição |
| -------------- | ------------------------------------------------- | -------------- |
| Alemanha       | German Albums Chart                               | 1              |
| Austrália      | Australian Kent Music Report Top 100 Albums Chart | 1              |
| Canadá         | Canadian RPM Top 100 Albums Chart                 | 1              |
| Espanha        | Spanish Albums Chart                              | 1              |
| Estados Unidos | US Billboard 200                                  | 1              |
| Estados Unidos | US Billboard Soul LP's                            | 32             |
| Estados Unidos | US Record World Top Pop Albums                    | 1              |
| Estados Unidos | US Cash Box Top 100 Albums                        | 1              |
| França         | French Albums Chart                               | 3              |
| Japão          | Japanese Albums Chart                             | 8              |
| Noruega        | Norwegian Albums Chart                            | 2              |
| Reino Unido    | UK Albums Chart                                   | 1              |

| Ano  | Canção                                    | Parada                | Posição |
| ---- | ----------------------------------------- | --------------------- | ------- |
| 1970 | "Whole Lotta Love"                        | US Billboard Hot 100  | 4       |
| 1997 | "Whole Lotta Love"                        | UK Singles Chart      | 21      |
| 1970 | "Heartbreaker"                            | Italian Singles Chart | 39      |
| 1970 | "Living Loving Maid (She's Just a Woman)" | US Billboard Hot 100  | 65      |

### Certificações
| País                           | Provedor | Certificação | Vendas       |
| ------------------------------ | -------- | ------------ | ------------ |
| Alemanha                       | BVMI     | Platina      | 500 mil+     |
| Argentina Edição remasterizada | CAPIF    | Ouro         | 30 mil+      |
| Austrália                      | ARIA     | 4× Platina   | 280 mil+     |
| Áustria                        | IFPI     | Ouro         | 25 mil+      |
| Canadá                         | CRIA     | 9× Platina   | 900 mil+     |
| Estados Unidos                 | RIAA     | 12× Platina  | 12 milhões+  |
| França                         | SNEP     | 2× Ouro      | 200 mil+     |
| Reino Unido                    | BPI      | 4× Platina   | 1,2 milhões+ |

## Créditos
A seguir estão listados os músicos e técnicos envolvidos na gravação e produção de Led Zeppelin II:
Led Zeppelin
- Jimmy Page - Guitarra, vocais de apoio e teremim em "Whole Lotta Love"
- John Bonham - Bateria, percussão, tímpano e vocais de apoio
- John Paul Jones - Baixo, órgão e vocais de apoio
- Robert Plant - Vocal e harmônica

Produção
- Andy Johns - Engenheiro de masterização
- Barry Diament - Engenheiro de áudio
- Bob Ludwig - Masterização e engenheiro
- Chris Huston – Engenheiro em "The Lemon Song" e "Moby Dick"
- Eddie Kramer - Engenheiro de mixagem
- George Chkiantz - Engenheiro em "Whole Lotta Love" e "What Is and What Should Never Be"
- George Marino - Engenheiro (remasterização do CD)
- Peter Grant - Produtor executivo